# Saison 2010-2011 du MO Constantine
Chronologie
Saison précédente Saison suivante
Cet article fournit diverses informations sur la saison 2010-2011 du MO Constantine, un club de football algérien basé dans la commune de Constantine.

## Classement
| Rang | Équipe               | Pts | J  | G  | N  | P  | Bp | Bc | Diff |
| ---- | -------------------- | --- | -- | -- | -- | -- | -- | -- | ---- |
| 1    | CS Constantine       | 56  | 30 | 14 | 14 | 2  | 35 | 15 | +20  |
| 2    | NA Hussein Dey R     | 52  | 30 | 14 | 10 | 6  | 37 | 19 | +18  |
| 3    | CA Batna R           | 51  | 30 | 14 | 9  | 7  | 32 | 24 | +8   |
| 4    | USM Bel-Abbès        | 47  | 30 | 13 | 8  | 9  | 40 | 32 | +8   |
| 5    | Olympique de Médéa P | 43  | 30 | 11 | 10 | 9  | 40 | 35 | +5   |
| 6    | RC Kouba             | 43  | 30 | 12 | 7  | 11 | 37 | 33 | +4   |
| 7    | ASM Oran             | 42  | 30 | 11 | 9  | 10 | 39 | 33 | +6   |
| 8    | MSP Batna R          | 41  | 30 | 11 | 8  | 10 | 36 | 33 | +3   |
| 9    | SA Mohammadia        | 41  | 30 | 12 | 5  | 13 | 41 | 51 | -10  |
| 10   | ES Mostaganem        | 37  | 30 | 11 | 5  | 14 | 32 | 38 | -6   |
| 11   | US Biskra            | 37  | 30 | 10 | 7  | 13 | 32 | 39 | -7   |
| 12   | MO Constantine       | 36  | 30 | 8  | 12 | 10 | 39 | 40 | -1   |
| 13   | AB Merouana          | 34  | 30 | 8  | 10 | 12 | 36 | 44 | -8   |
| 14   | Paradou AC           | 33  | 30 | 8  | 9  | 13 | 32 | 31 | +1   |
| 15   | JSM Skikda           | 32  | 30 | 8  | 8  | 14 | 25 | 37 | -12  |
| 16   | CR Témouchent        | 25  | 30 | 6  | 5  | 19 | 32 | 61 | -29  |

Promotions et relégations
- Montée en Ligue 1 2011-2012
- Relégation en DNA 2011-2012

Abréviations
R : Relégué de Ligue 1 2009-2010

P : Promus de DNA 2009-2010
Points du règlement sur le championnat
Calcul des points :
- 3 points pour une victoire.
- 1 point pour un match nul.
- 0 point pour une défaite[1].

En cas d'égalité de points, les critères suivants sont appliqués :
- Différence de buts
- Nombre de buts marqués
- Différence particulière
- Classement du fair-play

## Coupe
| Dates            | Tour                       | Adversaires | Lieux des rencontres  | Scores      | A        |
| ---------------- | -------------------------- | ----------- | --------------------- | ----------- | -------- |
| 31 décembre 2010 | Trente-deuxièmes de finale | CRB Hennaya | Stade Chahid Hamlaoui | 1-2 éliminé | Domicile |